# Gamarde-les-Bains
Gamarde-les-Bains är en kommun i departementet Landes i regionen Nouvelle-Aquitaine i sydvästra Frankrike. Kommunen ligger i kantonen Montfort-en-Chalosse som tillhör arrondissementet Dax. År 2022 hade Gamarde-les-Bains 1 552 invånare.

## Befolkningsutveckling
Antalet invånare i kommunen Gamarde-les-Bains
Referens:INSEE